# Kastell Magis

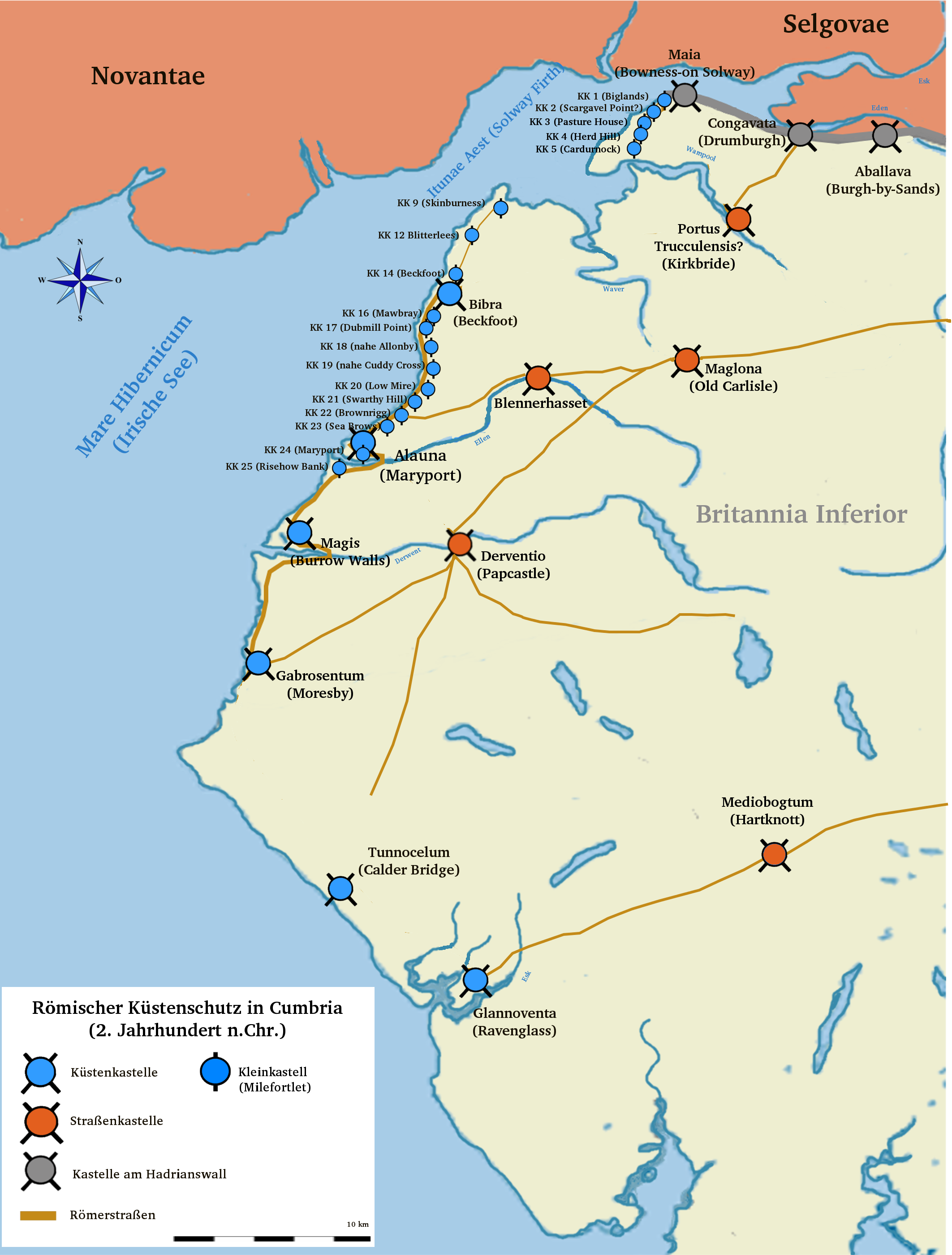

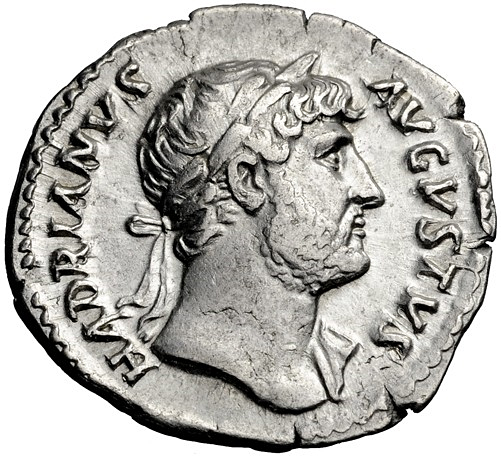
Münzporträt des Hadrian

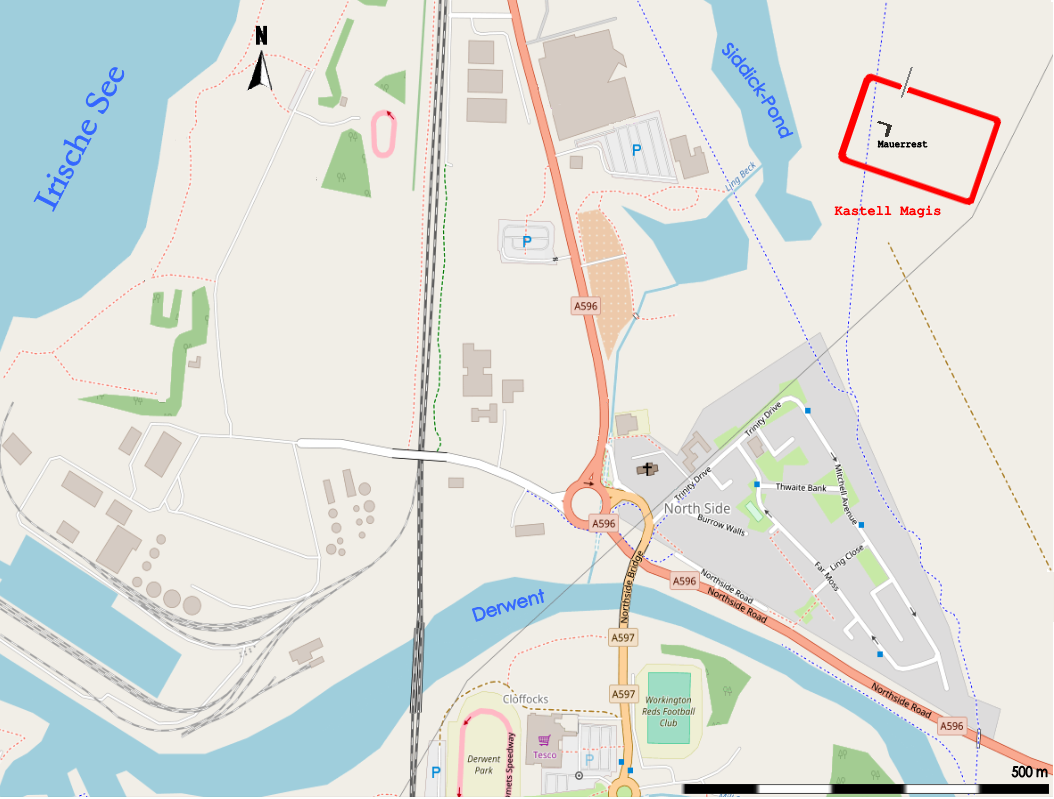
Lageskizze des Kastells

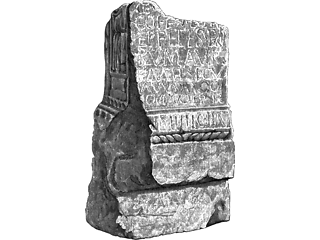
Altar für Minerva und Herkules, gefunden 1852 beim Osttor des Kastells

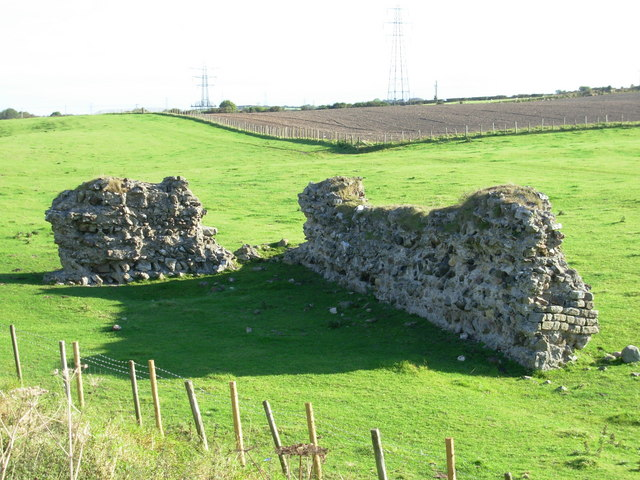
Mauerreste des mittelalterlichen Wohnturms

Magis war ein römisches Hilfstruppenkastell im Parish Workington in der Unitary Authority Cumberland im Nordwesten Englands.
Die Festung war Teil eines Küstensicherungssystems, bestehend aus einer Reihe von Kastellen und Wachtürmen, entlang der Westküste von Cumbria, das eine Umgehung der westlichen Flanke des Hadrianswalls verhindern sollte. Vom Kastell dürften im Boden noch umfangreiche und gut erhaltene Fundamente der Befestigungen und seiner Innengebäude erhalten sein. Sowohl die römische Festung als auch der auf seinem Areal befindliche mittelalterliche Hallenbau oder Wohnturm sind repräsentativ für die Bautechnik ihrer Zeitperiode.

## Name
Die einzige antike Quelle, in der der Name des Kastells erwähnt wird, ist die Notitia Dignitatum aus dem späten 4. Jahrhundert. Magis befindet sich dort zwischen dem Eintrag für Maglona (Old Carlisle, Cumbria) und Longovicum (Lanchester, Durham). Ursprünglich nahm an, dass es sich bei dem Lager in Burrow Walls und das Kastell Gabrosentum, das aber heute mit dem Kastell von Moresby gleichgesetzt wird, handelt. Der römische Ortsname leitet sich vielleicht vom keltischen magos (= flach oder Feld) ab. Im Lateinischen (ausgesprochen "màh-gis") bedeutet es "mehr" oder "besser".

## Lage
Die Überreste des hadrianischen Steinkastells befinden sich auf der Flur Burrow Walls (oder Borough) am Nordufer des Flusses Derwent, nahe seiner Mündung in die Irische See auf einer leicht nach Nordwesten abfallenden Viehweide, am Ostufer eines Teichs (Siddick-Pond-Naturreservat) in Workington/North Side. Südwestlich liegt die New Kelsick Farm. Der Westteil des Lagerareals wird von einer aufgelassenen Eisenbahnlinie durchschnitten und grenzt dort an das alte – nun verlandete Flussbett – des Derwent, der heute etwas weiter südlich am Kastell vorbeifließt. Eine Küstenstraße verband Maia mit den benachbarten Kastellen von Alauna (Maryport) im Norden und Gabrosentum (Moresby) im Süden. Im späten 2. Jahrhundert gehörte die Region zur Provinz Britannia inferior, ab dem 4. Jahrhundert zur Provinz Britannia secunda und nach einer weiteren Verwaltungsreform im Jahre 369 – vermutlich – zur Provinz Valentia.

## Forschungsgeschichte und Fundspektrum
Die Ruinen des römischen Küstenschutzes wurden erstmals von William Camden im 16. Jahrhundert (Britannia) beschrieben, darunter auch die in Workington. Das Kastellareal wurde bislang nur wenig erforscht. 1852 konnten zwei römische Inschriften entdeckt werden. Eine befand sich auf einem stark beschädigten Altar, der am Nordufer des Derwent gefunden wurde. Auf seiner linken Seite ist eine Göttin dargestellt, wahrscheinlich Minerva, an der rechten Seite sind noch die Beine und ein Stück der Keule des Herkules zu sehen. Die Inschrift erwähnt als Stifter einen Aurelius und einen Secundus. Das zweite Exemplar, aus einem Entwässerungskanal nahe am Haupttor des Kastells geborgen, dürfte eine Art Bauinschrift (Slab Stone) gewesen sein. Die Buchstabenfolge S L A N konnte aber weder übersetzt, noch seine Bedeutung erkannt werden. Weiters stieß man dort auf Keramikfragmente und eine große Anzahl von Mahlsteinen für Handmühlen. Nahe der Westmauer wurden einige menschliche Skelette freigelegt, die dort aber offenbar nicht zeremoniell bestattet worden, sondern einfach liegengeblieben oder verscharrt worden waren. Bei Luftkontakt begannen sie sofort zu zerfallen. In der Nähe fanden sich noch einige Rinderhörner, sowie diverse Tierzähne und -knochen, vermutlich Schlachtabfälle die über die Mauer geworfen worden waren. Eine kleinere Ausgrabung im Kastell selbst wurde 1955 von Richard Bellhouse und Brian Blake vorgenommen. Dabei konnte im spätantiken Wehrgraben Keramik aus dem 4. Jahrhundert (sog. Huntcliff Ware) geborgen werden. 1976 wurden von J. St. Joseph Luftaufnahmen des Kastellareals angefertigt.

## Entwicklung
Die Region um Workington war wohl schon vor den Römern besiedelt. In der High Street fand man die Reste eines eisenzeitlichen Gebäudes. Im Jahr 122 begannen die Römer mit dem Bau des Hadrianswalls, der sich von Bowness am Solway (Maia) bis nach Wallsend (Segedunum) an der Nordsee erstreckte. Nach 122, errichteten die Römer auch an der Westküste von Cumbria eine Sicherungskette aus Kohortenkastellen, Kleinkastellen und Wachtürmen. Ihre Besatzungen sollten Angriffe der Scoten aus Irland und der Caledonii und Pikten, die kampfkräftigsten Stämme in Schottland, abwehren. In weiterer Folge sollte auch verhindert werden, dass der Wall durch eine Landung an der Westküste oder Durchwatung der beiden, bei Ebbe relativ flachen, Solway Fjorde umgangen wurde. Wie weit die Befestigungskette entlang der cumbrischen Westküste nach Süden reichte, ist nicht bekannt. Die Entdeckung weiterer römischer Kastelle und Wachtürme, wie z. B. bei der Pfarrkirche in Moresby im Süden und im Norden bei Risehow (Flimby), Maryport und Crosscannonby lassen annehmen, dass sich die Befestigungskette noch weit über die Solway Küste hinaus nach Süden fortsetzte. Auch das Kastell in Burrow Walls, wurde wohl um die Mitte des 2. Jahrhunderts erbaut. Ein weiteres Kleinkastell – oder ein Wachturm – stand vermutlich am Südufer des Derwent, bei How Michael, in der Nähe von Chapel Bank. Aus einem in der Spätantike ausgehobenen Graben im Innenbereich wurde ausschließlich Keramik aus dem 4. Jahrhundert geborgen. Dies deutet darauf hin, dass das Steinkastell zu dieser Zeit flächenmäßig verkleinert wurde. Aufgrund der Funde und dem Eintrag in der westlichen Notitia wird vermutet, dass Magis bis ins späte 4. oder frühe 5. Jahrhundert besetzt war. Das Lager dürfte danach durch Steinraub zerstört worden sein wie auch die zwei Mauerfragmente beweisen, die Teil eines, vermutlich in normannischer Zeit entstandenen Gebäudes waren. Möglicherweise handelt es sich dabei aber auch um die Überreste eines Wohnturms (sog. Peel tower) der dem Lord of Seaton, Orne, als Residenz diente.

## Kastell
Vom Kastell sind nur an seiner Südostseite und an der Ostecke noch kleinere Bodenerhebungen zu sehen. Seine Fundamente dürften aber noch weitgehend erhalten sein. Etwa ein Drittel seines Areals ist durch Abschwemmung des Derwent verloren gegangen. Ein Teil der Innengebäude des Lagers und des Wehrgrabens des spätrömischen Kastells sind auf Luftaufnahmen sichtbar. Die Stichgrabung in den 1950er Jahren ergab, dass es sich um einen, für das 2. Jahrhundert typischen Festungsbau (rechteckig mit abgerundeten Ecken, sog. Spielkartenform), die ungefähr 90 Meter breit und 122 Meter lang war, handeln muss. Vergleichbar mit den Kastellen in Beckfoot und Moresby. Es bedeckte damit eine Fläche von ca. 1,1 Hektar.
Seine Umfassungsmauern waren 2,4 Meter breit. Betreten werden konnte das Lager wohl durch vier Tore, es konnte aber nur die Lage des Osttors grob bestimmt werden. An der Nordmauer konnten Spuren einer Straße beobachtet werden, vermutlich stand dort ebenfalls ein Tor. Wie sie konstruiert waren, ist unbekannt. Die Lagermauer war vermutlich auch durch einige, innen angesetzte, quadratische Zwischentürme und vier Ecktürme verstärkt. Zusätzlich war es von zwei, 4,8 und 5 Meter breiten, Wehrgräben, getrennt durch einen 3,6 Meter breiten Landstreifen, als Annäherungshindernis umgeben. Die Breite der Berme betrug 2,4 Meter.
Das Kastell verfügte wohl auch über die für mittelkaiserzeitliche Hilfstruppenlager standardmäßigen Innengebäude: im Zentrum das Hauptquartier (principia), das Wohnhaus des Kommandanten (praetorium), ein oder zwei Getreidespeicher (horrea) und Mannschaftskasernen (contubernia), inklusive Funktionsgebäude wie ein Badehaus (balineum), Werkstätten (fabricae), Backstuben und eine Latrine.
Die sich im Südwesten des Kastellareals befindlichen Gussmauerwerkreste bestehen hauptsächlich aus Steinen, die den Kastellmauern entnommen worden sein müssen. Sie sind jeweils 13,2 Meter und 8,8 Meter lang und dürften, inkl. der heute verschwundenen Steinverblendung, ursprünglich etwa 2 Meter breit gewesen sein.

## Garnison
Magis muss frühestens ab der Mitte des 2. Jahrhunderts mit regulären römischen Soldaten besetzt gewesen sein. Im Lager könnten sich vorübergehend auch Legionäre aufgehalten haben. Sie wurden für gewöhnlich nicht zum Garnisonsdienst an der Grenze eingeteilt, sondern entsandten Spezialkräfte für die anspruchsvolleren Bauvorhaben in den Hilfstruppenkastellen. In den beiden in Burrow Walls gefundenen römischen Inschriften wird jedoch keine Armeeeinheit und auch keine Namen von Soldaten oder Offizieren angegeben. Welche Einheit das Kastell erbaut oder außer den Pacensern dort noch stationiert waren, ist daher bis dato unbekannt geblieben.
| Zeitstellung              | Truppenname                                     | Beschreibung |
| ------------------------- | ----------------------------------------------- | --- |
| 4. Jahrhundert n. Chr.?   | Numerus Pacensium ("eine Schar der Pacenser")   | Der Standort dieses Numerus ist bislang nicht zweifelsfrei lokalisiert worden, wird aber in Forscherkreisen mehrheitlich als das Kastell in Burrow Walls angesehen. Der Stamm der Pacensis, aus der sich diese Truppe ursprünglich rekrutierte, siedelte im Süden der römischen Provinz Lusitania, Portugal, Hauptort war die Colonia Civitas Pacensis (heute Beja), gelegen in der Region um die Hauptstadt Lissabon (Olisipo). Ein Numerus der römischen Armee zählte zu den Hilfstruppen, umfasste in der Regel 200 bis 300 Mann und wurde meist unter dem Kommando indigener römischer Offiziere in den Grenzregionen eingesetzt. Laut der Notitia wurde die Truppe von einem Präfekten befehligt und zählte zu den Limitanei des Dux Britanniarum. Da sie noch in diesem spätantiken Dokument aufscheint, könnte sie bis zur Auflösung der Provinzarmee im frühen 5. Jahrhundert dort gestanden haben. |
| 2.–4. Jahrhundert n. Chr. | Classis Britannica? ("die britannische Flotte") | Ob im Hafen des Kastells auch Marineeinheiten und Schiffe der Kanalflotte stationiert waren, ist bis dato mangels diesbezüglicher Funde unbewiesen, aber aufgrund der Lage und Funktion des Kastells wahrscheinlich, da die Mündungstrichter von Flüssen oft ideale Ankerplätze waren und der Derwent wohl den Transport von Nachschubgütern bis unmittelbar vor das Kastell ermöglichte. |

## Vicus und Hafen
Epigraphische oder archäologische Beweise auf die Existenz einer Zivilsiedlung oder Gräberfelds im Nahebereich des Kastells konnten bis heute nicht beigebracht werden. Die Hafenanlage könnte sich am nördlichen Ufer des Derwent befunden haben.